# Я тоже тебя люблю
«Я тоже тебя люблю» (англ. I Love You Too) — австралийская романтическая кинокомедия 2010 года, снятая режиссёром-дебютантом Дайной Рид. Сценарий к фильму был написан писателем Питером Хеллаяром, также дебютантом. Съёмки фильма начались 4 мая 2009 года, и проводились в  Мельбурне, Австралия. Премьера фильма состоялась 25 апреля 2010 года в Мельбурне, Австралия. Мировые премьеры состоялись 6 мая 2010 года (Австралия, Новая Зеландия), 16 сентября 2010 года (Сингапур), 15 июля 2011 года (Литва).

## Сюжет
Джиму (Брендан Коуэлл) тридцать с небольшим, и последние несколько лет он состоит в отношениях с Эллис (Ивонн Страховски). Джим от природы очень скромный и нерешительный, что мешает ему признаться в любви своей девушке. А Эллис, наоборот, считает, что давно пора сделать следующий шаг в их отношениях. Поведение Джима резко меняется, как только он понимает, что придётся возвращать свою девушку, которая хочет уехать в Великобританию. Ему на помощь приходит друг Чарли (Питер Динклэйдж), тайно влюблённый в супермодель Франческу Моретти (Меган Гэйл). Они заключают соглашение, что Джим познакомит Чарли с Франческой Моретти, а тот, в свою очередь, поможет ему наладить отношения с Элис.

## В ролях
| Актёр            | Роль              |
| ---------------- | ----------------- |
| Брендан Коуэлл   | Джим              |
| Питер Динклэйдж  | Чарли             |
| Ивонн Страховски | Элис              |
| Питер Хеллайар   | Блейк             |
| Меган Гэйл       | Франческа Моретти |

## Производство
Съёмки фильма проводились в Брайтоне, Мельбурн, штат Виктория (Австралия).